# Hilara sextaseta
Hilara sextaseta är en tvåvingeart som beskrevs av Smith 1969. Hilara sextaseta ingår i släktet Hilara och familjen dansflugor. Inga underarter finns listade i Catalogue of Life.